# 圭洛
圭洛（英語：或）是津巴布韦中部的一座城市，中部省首府，位于，人口141,862人（2013年），是該國第三大城市。圭洛于1894年由利安德·斯塔尔·詹姆森建立。